# Rapsodia in blu (film)
Rapsodia in blu (Rhapsody in Blue) è un film del 1945 diretto da Irving Rapper. È la biografia cinematografica del compositore statunitense George Gershwin.
Il titolo è quello del brano composto da George Gershwin nel 1924, la Rapsodia in blu.

## Trama
Nel Lower East Side, un quartiere povero di New York abitato in gran parte da famiglie ebraiche, Rose Gershwin risparmia soldo su soldo per poter permettere al figlio Ira di studiare musica. Si scoprirà, invece, che quello più dotato è l'altro fratello, George, che studierà pianoforte sotto la guida di un maestro. Il giovane trova lavoro come pianista in un teatro di vaudeville e poi in un negozio di musica. Il suo sogno, però, è quello di diventare compositore. Quando in negozio entra la cantante Julie Adams, lui le fa sentire Swanee, una delle canzoni che ha composto, ma il padrone lo licenzia. Il giovane Gershwin ottiene un contratto da Harms, un editore musicale e Max Dreyfus, il boss della società, vende Swanee ad Al Jolson, che porta il brano al successo. Dopo aver scritto le canzoni per uno spettacolo interpretato da Julie che si rivela un flop, Gershwin viene ingaggiato da George White, un grosso nome dello show business, che gli fa scrivere la musica per la sua rivista George White's Scandals of 1921, uno spettacolo il cui successo lancia la carriera di George che, con il fratello Ira che gli scrive i testi, diventa uno dei nomi più noti della scena di Broadway.
Il famoso direttore d'orchestra Paul Whiteman gli chiede di comporre della musica per un concerto jazz basandosi sul blues: il risultato sarà la Rapsodia in blu. Gershwin si reca a Parigi per studiare seriamente la musica, e qui incontra i grandi compositori del momento, come Maurice Ravel. Quando torna negli Stati Uniti, rientra insieme alla giovane Christine, provocando il dolore di Julie. Ma Christine si rende ben presto conto che il compositore ama la musica più di quanto ami lei e decide di lasciarlo. George si reca di nuovo a Parigi, dove finisce di scrivere il suo concerto. A casa, suo padre muore di leucemia, rimproverandolo di aver lasciato Julie. A Los Angeles, il compositore scrive la sua musica in maniera frenetica. Nascono così il musical Of Thee I Sing, prima commedia musicale a vincere - nel 1932 - il premio Pulitzer per la drammaturgia, e Porgy and Bess, un'opera con artisti afroamericani. Ma il suo fisico ormai sta crollando e George soffre sempre più spesso di mal di testa e di intorpidimenti. Durante una prova ha un collasso e sviene: Julie corre in California per assisterlo. A New York, il pianista Oscar Levant, amico di Gershwin, porta al successo l'esecuzione del suo Concerto in fa, ma la serata trionfale viene rattristata dalla notizia della morte del compositore, ucciso dal cancro.

## Distribuzione
Distribuito dalla Warner Bros., il film fu presentato in prima a New York il 27 giugno 1945 per poi uscire nelle sale cinematografiche statunitensi il 22 settembre. In Svezia, fu distribuito il 17 dicembre 1945 e l'anno seguente, venne presentato in concorso al Festival di Cannes nel settembre 1946 (nelle sale francesi, il film uscì il 18 dicembre con il titolo Rhapsodie en bleu).

## Riconoscimenti
- Candidato alla Palma d'oro al Festival del Cinema di Cannes del 1946.[2]
- Candidato ai Premi Oscar 1945 per il miglior sonoro (Nathan Levinson)[3]